# XIIe siècle en musique classique
| \| • Retour à la chronologie générale de la musique classique • \| |
| Grèce • Rome • Haut Moyen Âge • VIIIe siècle • IXe siècle • Xe siècle • XIe siècle XIIe siècle • XIIIe siècle • XIVe siècle • XVe siècle • XVIe siècle • XVIIe siècle XVIIIe siècle • XIXe siècle • XXe siècle • XXIe siècle |
| • Retour à la chronologie générale de la musique classique • |

| Années en musique classique : 1097 - 1098 - 1099 - 1100 - 1101 - 1102 - 1103    |
| Décennies en musique classique : 1070 - 1080 - 1090 - 1100 - 1110 - 1120 - 1130 |

## Événements
- vers 1180 : Magnus Liber Organi, livre fondamental de l'École Notre-Dame, compilation de Léonin complétée par Pérotin
- 1198 : Videunt, pièce à trois voix sur teneur de Pérotin pour le Graduel de Noël
- 1199 : Sederunt Principes, de Pérotin pour la fête de Saint-Étienne
- Le Liber Sancti Jacobi (Codex Calixtinus) comporte quelques pièces à trois voix

## Naissances
Les troubadours
- vers 1100 : Marcabru
- vers 1113/1120 : Jaufré Rudel
- vers 1125 : Bernard de Ventadour
- vers 1138 : Giraut de Bornelh
- vers 1140 : Bertran de Born († vers 1215)
- vers 1150 : Folquet de Marseille († 1231)
- vers 1155 : Raimbaut de Vaqueiras
- vers 1160 : Peire Vidal († après 1205)
- vers 1172 : Gaucelm Faidit († 1203)

Les trouvères
- vers 1159 : Gace Brulé († vers 1220)
- vers 1160 : Conon de Béthune
- vers 1173 : Gautier de Coincy
- vers 1175 : Blondel de Nesle

Les trobairitz
- vers 1140 : Beatritz de Dia († vers 1212)

Autres musiciens
- vers 1150 : Léonin († vers 1210)
- vers 1160 : Pérotin († 1230)
- vers 1190 : Jean de Garlande, théoricien de la musique

## Décès
Les troubadours
- 1127 : Guillaume IX d'Aquitaine (* 1071), premier troubadour
- 1147 (ou  vers 1170) : Jaufré Rudel
- vers 1150 : Marcabru
- vers 1190 : Giraut de Bornelh
- après 1195 : Bernard de Ventadour

Les trouvères
- vers 1190 : Gace Brulé

Les autres musiciennes
- 1179 : Hildegarde de Bingen (* 1098)